# General Logistics Systems
Pour les articles homonymes, voir GLS.
 (février 2019).
Si vous disposez d'ouvrages ou d'articles de référence ou si vous connaissez des sites web de qualité traitant du thème abordé ici, merci de compléter l'article en donnant les références utiles à sa vérifiabilité et en les liant à la section « Notes et références ».
 (février 2019).
General Logistics Systems (ou GLS) est une entreprise néerlandaise de logistique basée à Amsterdam et fondée en 1999. C'est une filiale de Royal Mail.

## Réseau
GLS couvre 42 pays européens à travers ses propres filiales et ses partenaires. En outre, GLS est présent dans neuf États américains ainsi qu´au Canada et est relié au monde par des alliances contractuelles.
Composantes du réseau GLS :
- Flotte de véhicules : 35 000
- Effectifs : 22 000 collaborateurs
- Implantations : 1 600 agences et 120 hubs
- Volume colis : 862 millions
- Revenus 2022-2023 : 5,4 milliards d’Euros
- Nombre de clients : 230 000

## GLS France
La société de messagerie Extand, créé en 1979 par Christian Mercier, rejoint dès 1984 la Compagnie Générale Calberson (futur Géodis). En mai 2000, Géodis cède l'entreprise à General Logistics Systems (GLS). Depuis le 15 octobre 2003, Extand a changé d'appellation pour devenir GLS France.
Depuis 2012, GLS France travaille en collaboration avec le réseau de livraison de colis aux particuliers en point relais Mondial Relay.
En 2015, GLS France lance son nouveau produit FlexDeliveryService pour gagner en notoriété. Avec cette campagne, GLS s’adresse principalement aux e-commerçants.
En 2016, GLS France propose une offre de livraison dédiée aux produits de santé.